# Pomacentrus vaiuli
Espèce
Pomacentrus vaiuli est une espèce de poissons de la famille des Pomacentridae.

## Description
Pomacentrus vaiuli est un poisson demoiselle qui peut atteindre une longueur de 10 cm.Il a une coloration mauve et jaune, avec des points bleu sur la tête et sur les écailles. Il possède un point sombre sur l'opercule. La nageoire dorsal possède un point ocellé noir entouré de bleu pâle. La nageoire dorsal est de couleur bleu, devenant jaunâtre vers l'arrière. La nageoire caudal est jaunâtre et la nageoire anale est bleu.

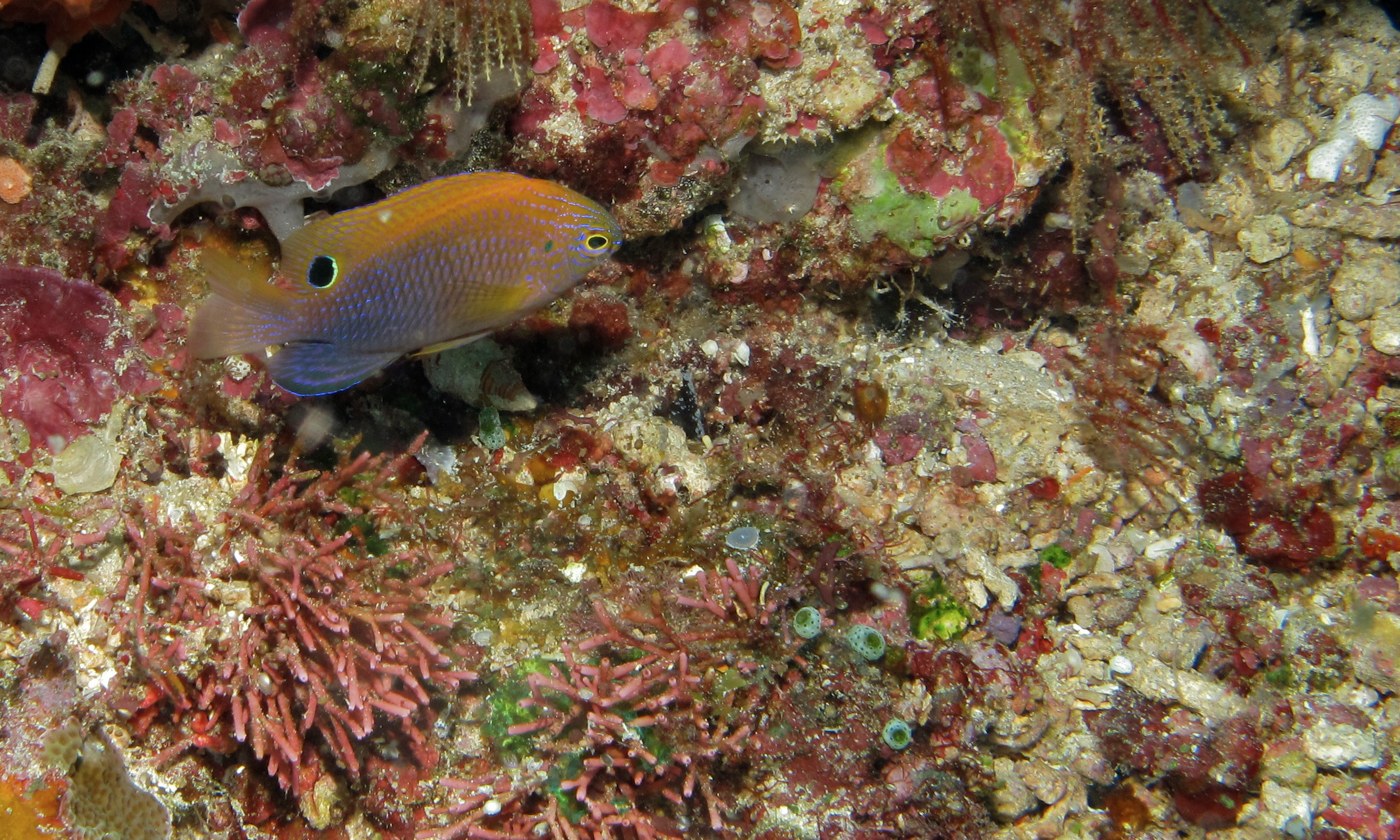
Pomacentrus vaiuli (Sulawesi, Indonésie)

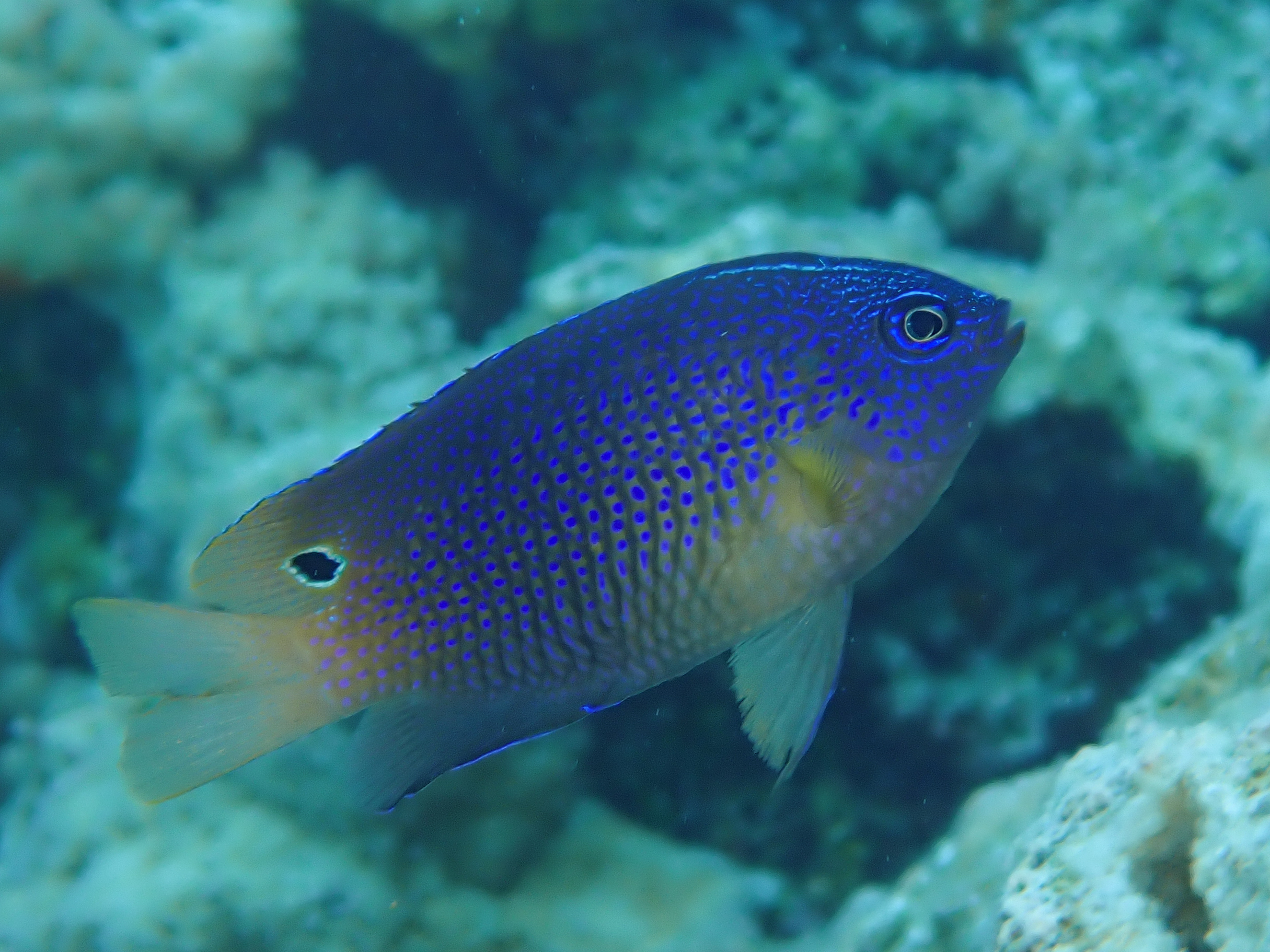
Pomacentrus vaiuli (Ailuk, Îles Marshall)